# Баран
 Тази статия е за града в Беларус.  За иранския филм вижте Баран (филм).  
Баран (на беларуски: Барань; на руски: Барань) е град в Беларус, разположен в Оршански район, Витебска област. Населението на града е 11 154 души (по приблизителна оценка от 1 януари 2018 г.).

## История
Селището получава статут на град през 1972 година.

## География
Градът се намира на 170 – 190 метра надморска височина, разположен е на 9 км от град Орша.